# بازی‌های مدیترانه ۱۹۵۵
بازی‌های مدیترانه ۱۹۵۵ (انگلیسی: 1955 Mediterranean Games) دومین دوره مسابقات بازی‌های مدیترانه است که از ۱۵ تا ۲۵ ژوئیه ۱۹۵۵ در بارسلون، اسپانیا برگزار شده است. این بازی‌ها با حضور ۱٬۱۳۵ ورزشکار از ۱۰ کشور انجام شده است.

## ورزش‌ها

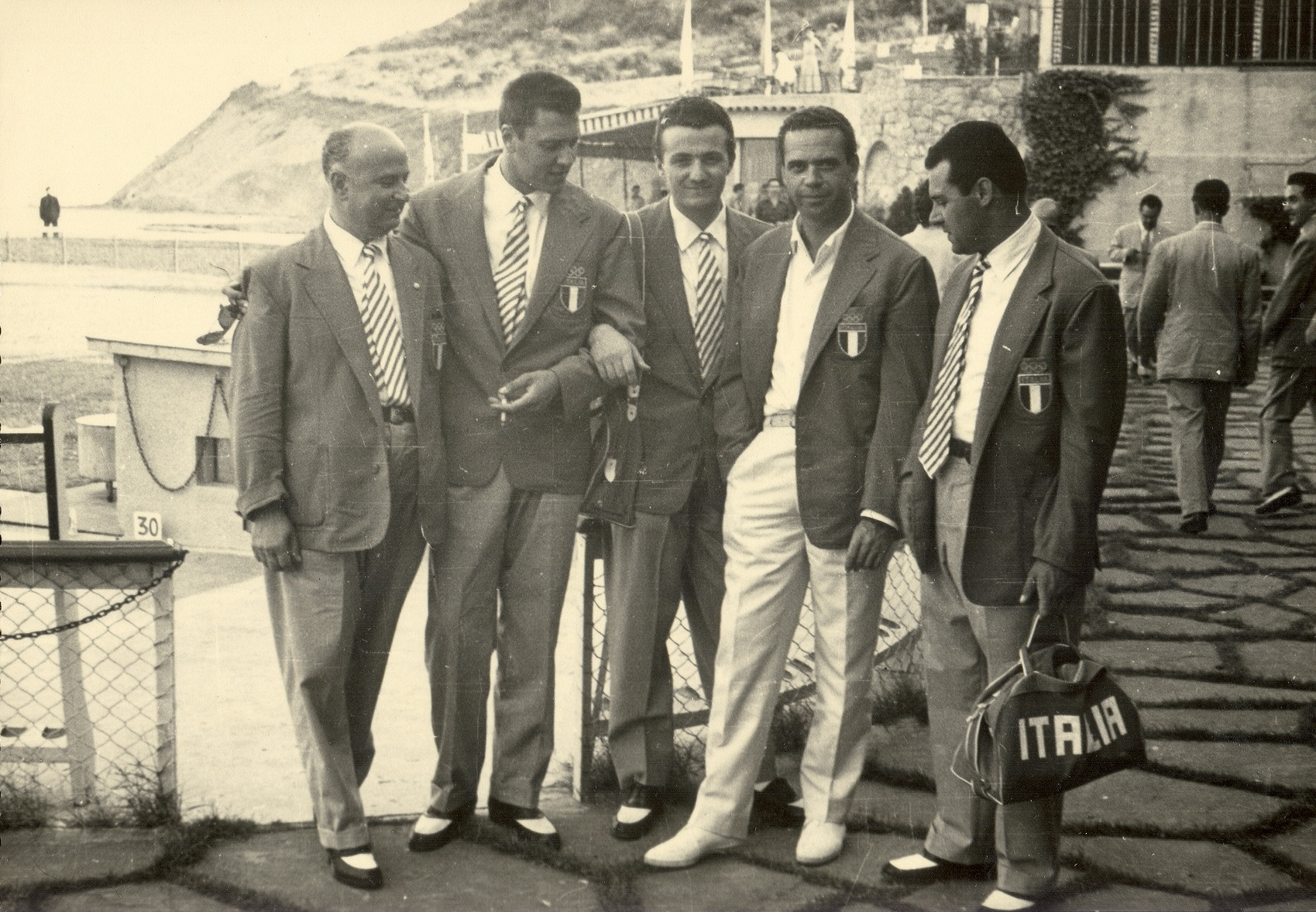
تیم تیراندازی اسکیت ایتالیا در بازی‌های مدیترانه ۱۹۵۵

- دو و میدانی  (جزئیات)  (24)
- بسکتبال  (جزئیات)  (1)
- بوکس  (جزئیات)  (10)
- دوچرخه‌سواری  (جزئیات)  (2)
- شیرجه  (جزئیات)  (2)
- سوارکاری  (جزئیات)  (2)
- شمشیربازی  (جزئیات)  (6)
- هاکی روی چمن  (جزئیات)  (1)
- فوتبال  (جزئیات)  (1)
- ژیمناستیک  (جزئیات)  (8)
- اسکیت هاکی  (جزئیات)  (1)
- روئینگ  (جزئیات)  (7)
- راگبی ۱۵ نفره  (جزئیات)  (1)
- قایقرانی بادبانی  (جزئیات)  (3)
- تیراندازی  (جزئیات)  (9)
- شنا  (جزئیات)  (8)
- واترپلو  (جزئیات)  (1)
- وزنه‌برداری  (جزئیات)  (7)
- کشتی  (جزئیات)  (8)

## کشورهای شرکت‌کننده
- مصر (169)
- فرانسه (278)
- یونان (73)
- ایتالیا (195)
- لبنان (34)
- مالت (4)
- موناکو (14)
- اسپانیا (287)
- سوریه (41)
- ترکیه (40)

## جدول مدال‌ها
*   کشور میزبان ( اسپانیا)
| رتبه           | کشور           | طلا | نقره | برنز | مجموع |
| -------------- | -------------- | --- | ---- | ---- | ----- |
| ۱              | فرانسه         | ۳۹  | ۲۹   | ۳۱   | ۹۹    |
| ۲              | ایتالیا        | ۳۲  | ۲۷   | ۲۲   | ۸۱    |
| ۳              | اسپانیا*       | ۱۲  | ۱۵   | ۱۸   | ۴۵    |
| ۴              | مصر            | ۹   | ۲۰   | ۱۷   | ۴۶    |
| ۵              | ترکیه          | ۸   | ۳    | ۳    | ۱۴    |
| ۶              | یونان          | ۱   | ۷    | ۸    | ۱۶    |
| ۷              | لبنان          | ۱   | ۱    | ۴    | ۶     |
| ۸              | سوریه          | ۰   | ۰    | ۱    | ۱     |
| مجموع (۸ کشور) | مجموع (۸ کشور) | ۱۰۲ | ۱۰۲  | ۱۰۴  | ۳۰۸   |